# A Letter from Death Row
A Letter From Death Row es una película estadounidense de 1998 dirigida por Marvin Baker y Bret Michaels, cantante de la banda de rock Poison. Michaels además escribió la película y la protagonizó. Fue producida por Sheen Michaels Entertainment, compañía creada por Michaels y el popular actor Charlie Sheen. La película cuenta con las actuaciones de Martin Sheen, Charlie Sheen y Kristi Gibson, la novia de Michaels en ese entonces.
El 25 de agosto de 1998 fue publicada la banda sonora de la película, la cual sirvió como debut en la carrera en solitario de Bret Michaels.

## Sinopsis
El asesino convicto Michael Raine se encuentra en el corredor de la muerte. Es culpable de matar a su novia o víctima de una conspiración para inculparlo de un crimen que no cometió. A medida que la historia se desarrolla, Jessica Foster, una asistente del gobernador de Tennessee, comienza a entrevistar a Raine mientras está en prisión, afirmando que se encuentra escribiendo un libro sobre los reclusos y que puede construir un caso que compruebe su inocencia. La señora Foster es la única que puede ayudar a Foster pero, ¿estará dispuesta a hacerlo?

## Reparto

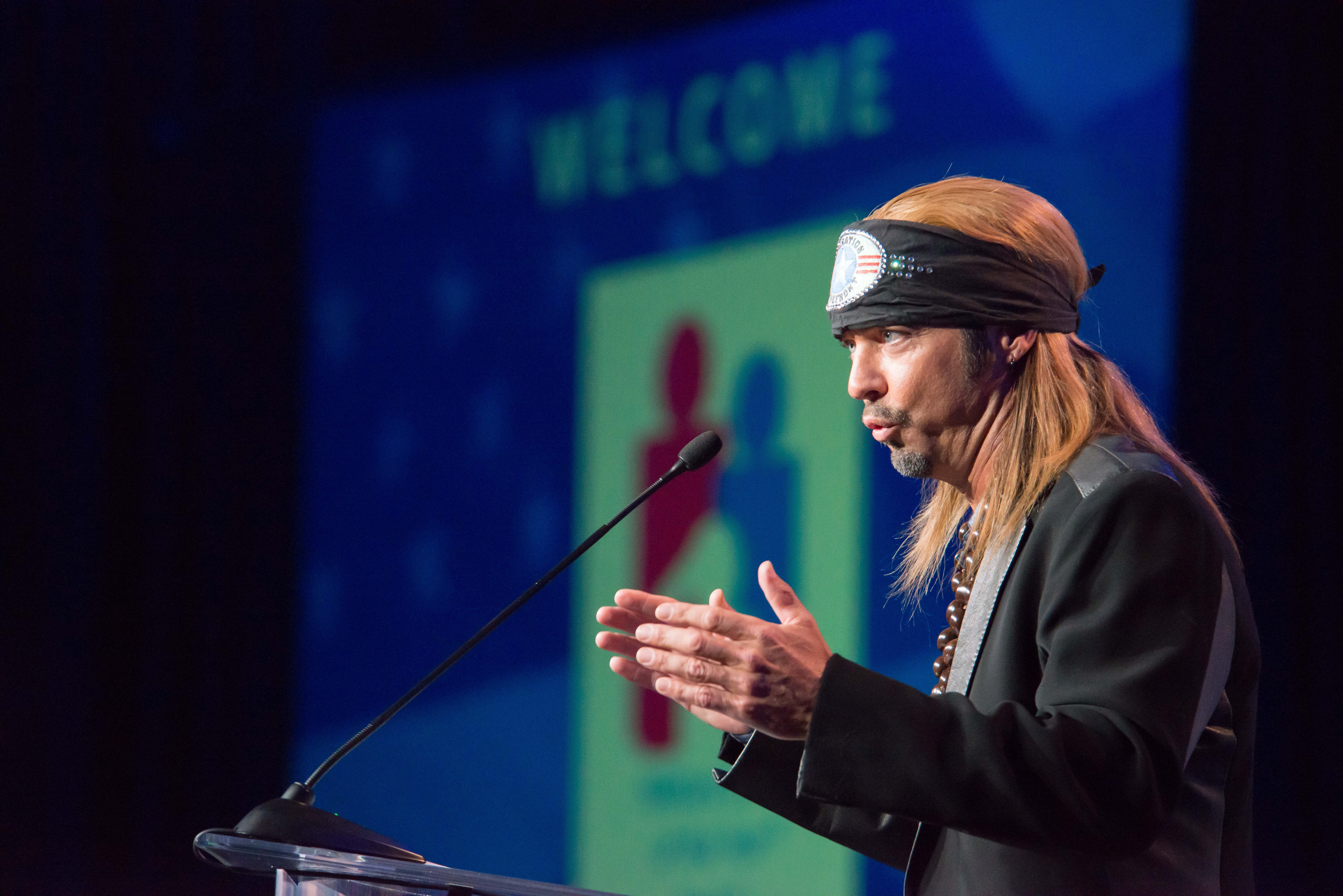
Bret Michaels dirigió, escribió y protagonizó la película.

- Bret Michaels: Michael Raine
- Martin Sheen: Padre de Michael
- Kristi Gibson: Kristi Richards
- Lorelei Shellist: Jessica Foster
- Simon Elsworth: Oficial Windell
- Rob Wilds: Guardián de la prisión
- Bill Pankey: Redford
- Drew Boe: Lucifer T. Powers